# جون هاثورن هول
السير جون هاثورن هول (19 حزيران 1894 –  17 حزيران 1979 م) كان مسؤولًا استعماريًّا بريطانيًّا، حائز على وسام القديس ميخائيل والقديس جرجس، ووسام الخدمة المتميزة، ورتبة الإمبراطورية البريطانية، والصليب العسكري.
خلال الحرب العالمية الأولى، خدم في فوج المشاة الملكي الثامن بمونستر واللواء السابع والعشرين للمشاة، وترقّى إلى رتبة نقيب، وحصل على الصليب العسكري ووسام الصليب الحربي البلجيكي. عمل في وزارة المالية في الخدمة المدنية المصرية (كانت مصر آنذاك محمية بريطانية) في عامي 1919 – 1920 م. بعد ذلك، خدم في قسم الشرق الأوسط بمكتب المستعمرات وحصل على وسام الإمبراطورية البريطانية في قائمة الشرف للعام الجديد عام 1931 م.
في عام 1927، تزوّج هول من تورفريدا تريفينين ميلز. وفي عام 1933، عُيّن سكرتيرًا رئيسًا لحكومة فلسطين (التي كانت آنذاك تحت الانتداب البريطاني بموجب عصبة الأمم، الذي تترأسه بريطانيا وفرنسا). وفي مناسبتين على الأقل، في عامي 1934 و1937، شغل منصب الضابط المسؤول عن إدارة حكومة فلسطين أثناء غياب المفوض السامي لفلسطين.
وشملت خدمته اللاحقة المناصب التالية:
- المقيم البريطاني في زنجبار، تشرين الأول 1937 – 1940 [7]
- حاكم وقائد عام لعدن، 24 أكتوبر 1940 – 1 كانون الثاني 1945 [8]
- الحاكم[الإنجليزية] والقائد الأعلى لأوغندا، 1 كانون الثاني 1945 – 17 كانون الثاني 1952 [9]

مُنح السير جون وسام الإمبراطورية البريطانية (GCMG) ضمن قائمة الشرف للعام الجديد لعام 1950 م. بعد تقاعده من الخدمة الاستعمارية، أصبح السير جون مديرًا لعدة شركات، بما في ذلك شركتا بي وأو وخطوط السفن البخارية البريطانية الهندية، ومصرف ميدلاند. تُعدّ صورة السير جون، التي رسمها والتر بيرد، جزءًا من مجموعة المعرض الوطني للصور.

## روابط خارجية
- مذكرات الحرب لأرشيبالد جوردون ماكجريجور - تتضمن عدة إشارات موجزة ووصفًا للكابتن هول أثناء الحرب العالمية الأولى.